# Robert Kenner
Robert Kenner (New Rochelle, 24 de janeiro de 1950) é um cineasta, produtor cinematográfico e escritor norte-americano. Como reconhecimento, foi nomeado ao Oscar 2010 na categoria de Melhor Documentário em Longa-metragem por Food, Inc.